# Colloredo di Prato
Colloredo di Prato is een plaats (frazione) in de Italiaanse gemeente Pasian di Prato.